# Riiser-Larsen-Schelfeis
Koordinaten: 72° 40′ S, 16° 0′ W

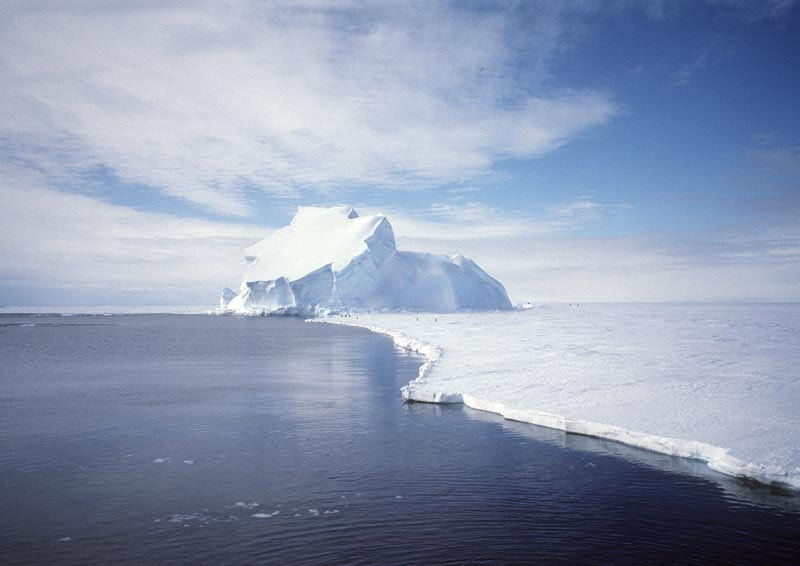
Riiser-Larsen-Schelfeis

Das Riiser-Larsen-Schelfeis ist eine über 400 Kilometer lange Schelfeistafel, die an der Prinzessin-Martha-Küste des ostantarktischen Königin-Maud-Lands liegt. Das Schelfeis erstreckt sich vom Kap Norvegia bis zur Lyddan-Insel im Norden und bis zum Stancomb-Wills-Gletscher im Süden. Es trennt das westlich gelegene Weddell-Meer von der König-Haakon-VII.-See im Osten.
Teile der Tafel wurden von William Speirs Bruce 1904, Ernest Shackleton 1915 und Hjalmar Riiser-Larsen 1930 gesichtet. Der größte Teil wurde 1951 bis 1952 von der Norwegisch-Britisch-Schwedischen Antarktisexpedition aus der Luft fotografiert und kartographiert. Zusätzliche Kartierungen der südlichen und landwärts gelegenen Ränder wurden durch bei der Operation Deep Freeze geschossene Luftfotos geleistet. Benannt wurde die Tafel durch Norwegen nach Kapitän Hjalmar Riiser-Larsen, der das Gebiet 1930 erforschte.